# غواصة يو-161
كانت الغواصة يو-161 واحدة من 329 غواصة خدمت في البحرية الإمبراطورية الألمانية خلال الحرب العالمية الأولى.